# Qualifications à la Coupe d'Afrique des nations de football 1962
Cet article présente la phase qualificative à la Coupe d'Afrique des nations 1962.
Deux billets sont à distribuer aux 6 pays participant à ces qualifications. La République arabe unie, tenante du titre, et l'Éthiopie, pays hôte, sont exemptes de ces qualifications.
Les équipes engagées s'affrontent sur deux tours, afin d'obtenir une qualification pour la phase finale en Éthiopie.

## Premier tour

### Groupe 1
| 8 avril 1961 | Nigeria | 0 – 0 | Ghana | Lagos |  |
|              |         |       |       |       |  |

| 30 avril 1961 | Ghana                | 2 – 2 | Nigeria          | Accra |  |
|               | Acquah · Aggrey-Fynn |       | Onyeali · Fayemi |       |  |

- Le score cumulé sur l'ensemble des deux matchs est de 2 buts partout, mais le Nigeria accède au tour suivant par tirage au sort.

### Groupe 2
| 5 août 1961 | Kenya | 0 – 1 | Ouganda   | Nairobi, Kenya |
|             |       |       | 17e Odong |                |

| 23 septembre 1961 | Ouganda | 0 – 1 | Kenya      | Kampala, Ouganda |
|                   |         |       | 75e Opicho |                  |

- Le score est de 1 but partout sur l'ensemble des deux matchs. Selon le règlement de la compétition, c'est un tirage au sort qui doit décider de l'équipe qualifiée pour le tournoi final. Mais les deux équipes engagées, l'Ouganda et le Kenya veulent jouer un match d'appui, requête acceptée par la CAF.

Match d'appui
| 21 octobre 1961 | Ouganda                 | 2 – 0 | Kenya | Kampala, Ouganda |
|                 | Ssewava 50e · Fauza 80e |       |       |                  |

- L'Ouganda se qualifie pour la phase finale.

### Groupe 3
|  | Tunisie | Q. - forfait (2 - 0) | Maroc |  |  |
|  |         |                      |       |  |  |

|  | Maroc | forfait - Q. (0 - 2) | Tunisie |  |  |
|  |       |                      |         |  |  |

- La Tunisie se qualifie par forfait pour le second tour.

## Second tour
| 25 novembre 1961 | Nigeria          | 2 – 1 | Tunisie   | Lagos |  |
|                  | Noquapor 30e 84e |       | 25e Klibi |       |  |

| 10 décembre, 1961 | Tunisie                  | 2 – 0 * | Nigeria                     | Tunis |  |
|                   | Chérif 21e · Chetali 65e |         | 12e Onyeawuna · 25e Igweonu |       |  |

- Le Nigeria quitta le terrain après l'égalisation de la Tunisie à la 65e minute. La Tunisie est alors déclarée vainqueur sur tapis vert 2-0 et qualifiée.

## Qualifiés
Les 4 équipes qualifiées sont :
- Éthiopie (pays-hôte)
- Tunisie
- Ouganda
- République arabe unie (tenante du titre)